# (10225) 1997 VQ1
(10225) 1997 VQ1 est un astéroïde de la ceinture principale d'astéroïdes découvert en 1997.

## Description
(10225) 1997 VQ1 a été découvert le 1er novembre 1997 à Kushiro (Japon) par Seiji Ueda et Hiroshi Kaneda.

### Caractéristiques orbitales
L'orbite de cet astéroïde est caractérisée par un demi-grand axe de 2,84 ua, un périhélie de 2,64 ua, une excentricité de 0,07 et une inclinaison de 8,31° par rapport à l'écliptique. Du fait de ces caractéristiques, à savoir un demi-grand axe compris entre 2 et 3,2 ua et un périhélie supérieur à 1,666 ua, il est classé, selon la JPL Small-Body Database, comme objet de la ceinture principale d'astéroïdes.

### Caractéristiques physiques
(10225) 1997 VQ1 a une magnitude absolue (H) de 12,8 et un albédo estimé à 0,177.